# Reginald Brooks-King
Reginald Brooks-King (Monmouth, 27 de agosto de 1861-Ottery St Mary, 19 de septiembre de 1938) fue un deportista británico que compitió en tiro con arco, en la modalidad de arco recurvo. Participó en los Juegos Olímpicos de Londres 1908, obteniendo una medalla de plata en la prueba doble ronda York.

## Palmarés internacional
| Juegos Olímpicos | Juegos Olímpicos      | Juegos Olímpicos | Juegos Olímpicos |
| Año              | Lugar                 | Medalla          | Prueba           |
| ---------------- | --------------------- | ---------------- | ---------------- |
| 1908             | Londres (Reino Unido) | Medalla de plata | Doble ronda York |